# Mohlsdorf-Teichwolframsdorf
Mohlsdorf-Teichwolframsdorf é um município da Alemanha, situado no distrito de Greiz, no estado da Turíngia. Tem 50,45 km² de área, e sua população em 2019 foi estimada em 4.734 habitantes. Foi formado em 1 de dezembro de 2012 após a fusão dos antigos municípios de Mohlsdorf e Teichwolframsdorf.